# 第1独立強襲連隊 (ウクライナ陸軍)
ドミトロ・コツバイロ名称第1独立強襲連隊（ドミトロ・コツバイロめいしょうだい1どくりつきょうしゅうれんたい、ウクライナ語: 1-й окремий штурмовий полк імені Дмитра Коцюбайла）は、ウクライナ陸軍の連隊。陸軍司令部隷下。

## 概要

### ドンバス戦争

ウクライナ義勇軍団第1独立強襲中隊章

2014年1月20日、ドンバス戦争の影響に伴い、ウクライナ義勇軍団第5大隊隷下の第1強襲中隊として創設され、2015年8月に第1独立強襲中隊に改編された。
2016年3月に当時21歳のコールサイン「ダ・ヴィンチ」ことドミトロ・コツバイロ中隊長が就任し、当初団員は実戦経験の浅いこの若い男に難色を示したが、活動資金が自費や寄付金の義勇兵ながらダ・ヴィンチは砲撃と安価なドローンを組み合わせた戦法で頭角を現し、義勇兵初のウクライナ英雄受章など実力で周囲を黙らせた。
2022年2月23日まで最前線の東部ルハーンシク州に配備され、ロシアのウクライナ侵攻数週間前にはルガンスク人民共和国が攻撃を活性化させ兆候をみせた。

### ロシアのウクライナ侵攻

#### 東部・アウディーイウカ戦線
2022年2月24日、ロシアのウクライナ侵攻で東部ドネツィク州ポクロウシク地区に配備され、侵攻当日に第25独立空挺旅団と共に駐屯地のアウディーイウカ方面を防御した。以後は南部ザポリージャ州オリヒウ方面、北部キーウ州ブロヴァルィー方面に再配置され、友軍を救援した。
2022年3月、ウクライナ特殊作戦軍に編入した。

#### 北東部・イジューム戦線
2022年5月、北東部ハルキウ州イジューム地区に再配置され、バルビンコベ方面を防御した。9月に後詰部隊として2022年ウクライナの東部反攻に参加し、イジューム方面でロシア軍を掃討した。

#### 東部・セベロドネツク戦線

第67独立機械化旅団第1機械化大隊章

2022年6月、激戦地の東部ルハーンシク州セヴェロドネツィク地区に再配置され、第80独立空中強襲旅団と共にロシア軍の渡河作戦をビロホリウカ方面で撃退した。
2022年11月、ウクライナ陸軍に編入し、第67独立機械化旅団隷下の第1機械化大隊に改編された。

#### 東部・バフムート戦線

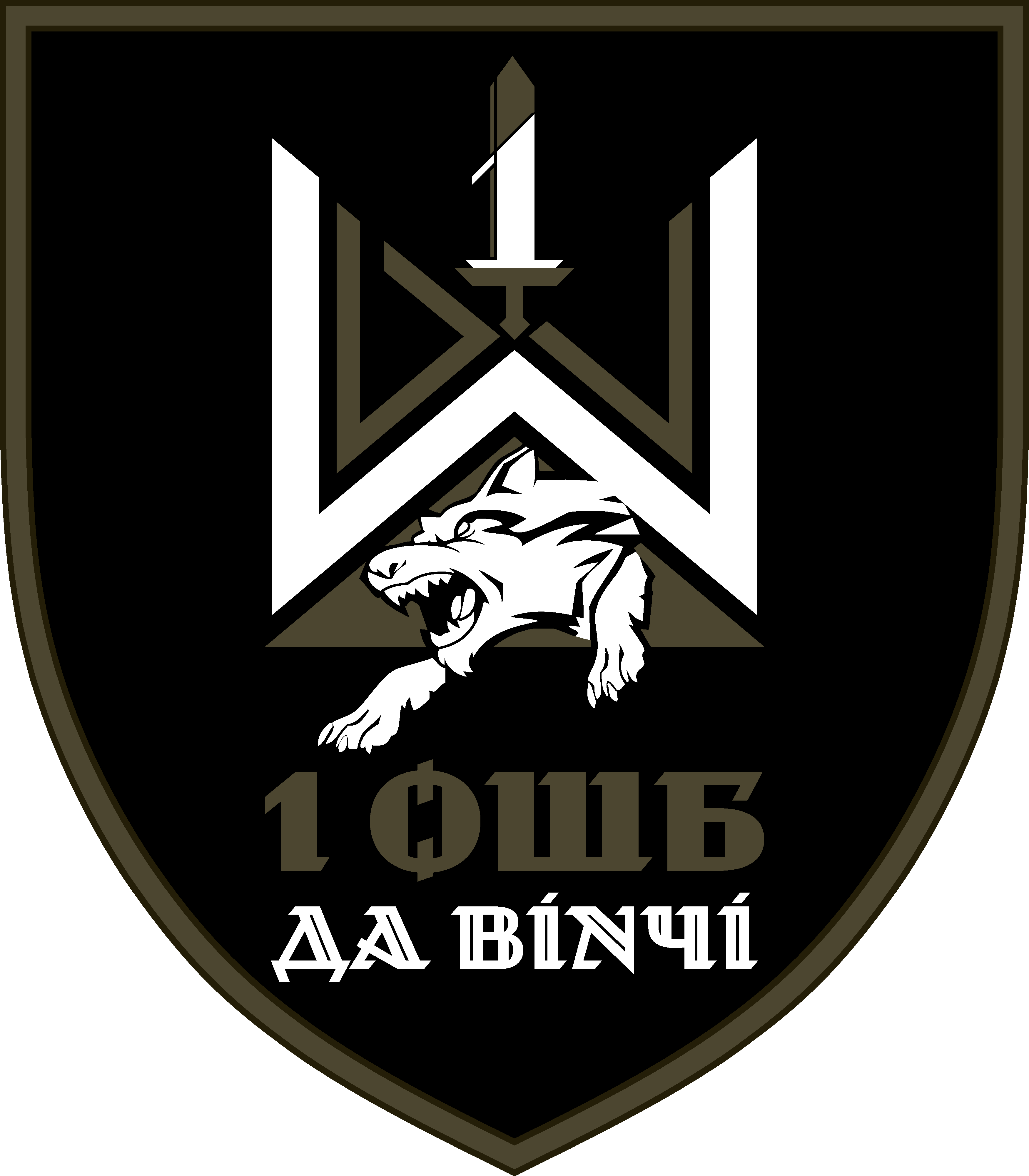
第1独立強襲大隊章

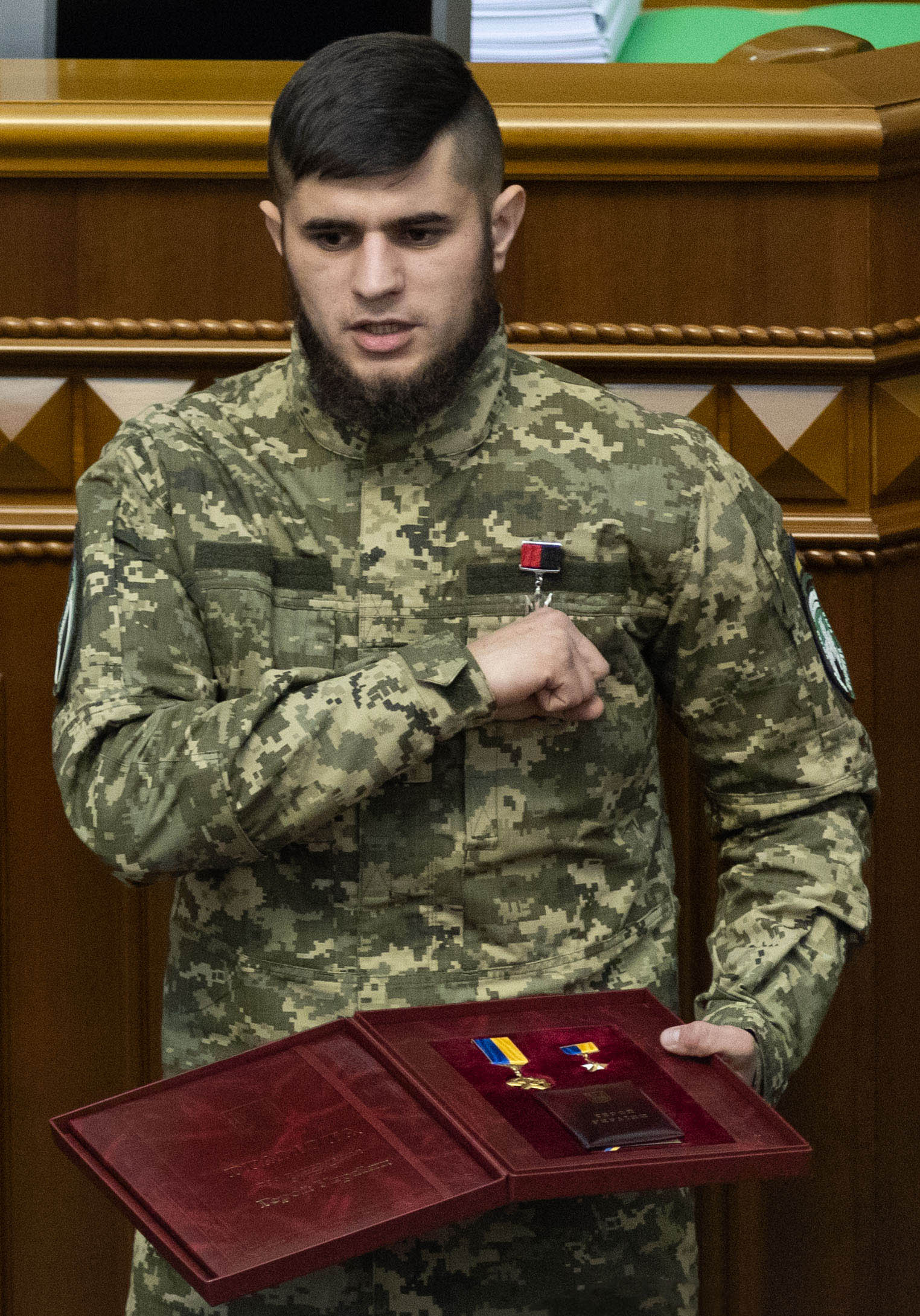
ドミトロ・コツバイロ大隊長

2023年3月、激戦地の東部ドネツィク州バフムート地区に再配置され、通常ロシア軍は午前中に砲撃開始するため、早朝5時に陣地入りしたが、ロシア軍の砲撃を受けてドミトロ・コツバイロ大隊長が戦死した。
2023年7月、強襲部隊化に伴い、第1独立強襲大隊に改編された。

#### 東部・スヴァトヴェ-クレミンナ戦線
2023年8月、北東部ハルキウ州クプヤンシク地区に再配置され、第103独立領土防衛旅団と共にクプヤンシク方面で攻勢を開始し、タバイウカを解放した。
2024年1月、旅団司令部との見解の相違を理由にダ・ヴィンチを慕っていたオナー中隊、ウルフ中隊が第59独立自動車化歩兵旅団隷下に転属した。離反への措置として愛称「ダ・ヴィンチ・ウルブズ」が消去され、オオカミの部隊章も変更された。
2024年4月、陸軍司令部隷下に配属された。

#### 東部・ポクロウシク戦線
2024年12月、激戦地の東部ドネツィク州ポクロウシク地区に再配置され、ドローンの供給不足と第153独立機械化旅団の世話で生産性が一時低下したが、土地鑑のあるポクロウシク方面で戦線を維持した。
2025年4月、部隊増強に伴い、第1独立強襲連隊に改編された。

## 編制
- 連隊本部（アウディーイウカ）
- 第1強襲中隊
- 第2強襲中隊
- 第3強襲中隊
- 第4強襲中隊
- 戦車中隊
- シュクヴァル中隊
- 砲兵中隊
- 迫撃砲中隊

- 火力支援中隊
- 偵察中隊 ダイクポール
- 工兵中隊
- 電子戦中隊
- 衛生中隊
- 狙撃小隊
- 無人機中隊